# Campionati mondiali di nuoto in vasca corta 2010 - 800 metri stile libero femminili
La competizione si è svolta il 16 dicembre 2010 in due fasi: la mattina hanno gareggiato le prime 21 atlete, mentre la sera le rimanenti 8.

## Medaglie
| Posizione | Atleta                 | Paese       |
| --------- | ---------------------- | ----------- |
| Oro       | Erika Villaécija       | Spagna      |
| Argento   | Mireia Belmonte Garcia | Spagna      |
| Bronzo    | Kate Ziegler           | Stati Uniti |

## Record
Prima della manifestazione il record del mondo (RM) e il record dei campionati (RC) erano i seguenti:
| Record mondiale       | 8:04.53 | Alessia Filippi Italia        | 12 dicembre 2008 Fiume, Croazia        |
| Record dei campionati | 8:08.25 | Rebecca Adlington Regno Unito | 10 aprile 2008 Manchester, Regno Unito |

Durante la competizione non sono stati migliorati record.

## Risultati
| Pos. | Atleta                        | Nazionalità   | Tempo   | Batteria | Corsia | Note |
| ---- | ----------------------------- | ------------- | ------- | -------- | ------ | ---- |
|      | Erika Villaécija              | Spagna        | 8:11.61 | 4        | 3      |      |
|      | Mireia Belmonte Garcia        | Spagna        | 8:12.48 | 4        | 7      |      |
|      | Kate Ziegler                  | Stati Uniti   | 8:12.84 | 4        | 2      |      |
| 4    | Lotte Friis                   | Danimarca     | 8:14.22 | 4        | 4      |      |
| 5    | Qian Chen                     | Cina          | 8:16.11 | 1        | 3      |      |
| 6    | Blair Evans                   | Australia     | 8:16.52 | 4        | 6      |      |
| 7    | Chloe Sutton                  | Stati Uniti   | 8:16.54 | 3        | 3      |      |
| 8    | Coralie Balmy                 | Francia       | 8:16.73 | 3        | 6      |      |
| 9    | Kristel Köbrich               | Cile          | 8:18.26 | 4        | 8      |      |
| 10   | Xuanxu Li                     | Cina          | 8:22.32 | 1        | 6      |      |
| 11   | Nina Cesar                    | Slovenia      | 8:22.42 | 3        | 5      |      |
| 12   | Katie Goldman                 | Australia     | 8:23.47 | 4        | 5      |      |
| 13   | Andreína Pinto                | Venezuela     | 8:26.31 | 3        | 1      |      |
| 14   | Maiko Fujino                  | Giappone      | 8:29.65 | 3        | 2      |      |
| 15   | Tjaša Oder                    | Slovenia      | 8:29.75 | 3        | 4      |      |
| 16   | Alice Nesti                   | Italia        | 8:34.33 | 1        | 2      |      |
| 17   | Cecilia Biagioli              | Argentina     | 8:38.06 | 3        | 7      |      |
| 18   | ShengYo Ting                  | Taipei cinese | 8:38.63 | 2        | 5      |      |
| 19   | Julia Hassler                 | Liechtenstein | 8:42.63 | 3        | 8      |      |
| 20   | Samantha Arevalo Salinas      | Ecuador       | 8:44.37 | 2        | 3      |      |
| 21   | Simona Marinova               | Macedonia     | 8:44.52 | 2        | 2      |      |
| 22   | Elin Sofia Slaatmo            | Norvegia      | 8:45.73 | 2        | 4      |      |
| 23   | Alexia Pamela Benitez Quijada | El Salvador   | 8:46.20 | 2        | 6      |      |
| 24   | Daniela Kaori Miyahara        | Perù          | 8:51.99 | 2        | 7      |      |
| 25   | Malia Mghezzi Bekhouche       | Algeria       | 9:01.27 | 1        | 4      |      |
| 26   | Andrea Cedrón                 | Perù          | 9:02.93 | 2        | 1      |      |
| 27   | Victoria Isabelle Ho          | Giamaica      | 9:14.45 | 2        | 8      |      |
| 28   | Elodie Poo Cheong             | Mauritius     | 9:52.19 | 1        | 5      |      |